# Ephalaenia
Ephalaenia es un género de polillas perteneciente a la familia Geometridae, descrito por primera vez por el entomólogo Jacob Hübner en 1825, con distribución en la provincia china de Sichuan.
El género cuenta con dos especies:

| Ephalaenia | \| \| Ephalaenia variaria Leech, 1897 \| \| \| \| \| \| Ephalaenia xylina Wehrli, 1937 \| \| \| \| |
|            | \| \| Ephalaenia variaria Leech, 1897 \| \| \| \| \| \| Ephalaenia xylina Wehrli, 1937 \| \| \| \| |
|            | Ephalaenia variaria Leech, 1897                                                                    |
|            | |
|            | Ephalaenia xylina Wehrli, 1937                                                                     |
|            | |